# Эр-ла-Виль
Эр-ла-Виль (фр. Aire-la-Ville) — коммуна кантона Женева в Швейцарии. Статуса города не имеет.
Эр-ла-Виль расположена на левом берегу реки Рона.
В 1429 году поселение называлось Эрия-Вилла (нем. Aeria Villa, с 1666 года — Хейр-ла-Вилль (нем. Haire-la-Ville).